# Електронний гаманець
Електро́нний гамане́ць (англ. E-Purse або e-Wallet) — смарт-карта або інший електронний носій з вбудованим чипом, що дозволяють зберігати електронні гроші і здійснювати роздрібні платежі.
Термін також може стосуватися пристроїв і програмного забезпечення, що дозволяє виробляти операції поповнення, зберігання та перерахування електронних грошей. Часто термін вживають як синонім багатоцільових передплачених карток.

## Функції
Електронний гаманець може виконувати всі або частину таких функцій:
- Зберігання електронних грошей;
- Поповнення електронними грошима;
- виконання платежу;
- Перерахунок наявної грошової вартості;
- Зберігання історії операцій;
- Наявність інших додатків (наприклад, ідентифікаційне посвідчення, електронний квиток, соціальна карта і т. д.)

Діючі електронні гаманці і їх можливості
- Норвегія: Buypass — дозволяє ідентифікацію клієнта і здійснювати покупки через інтернет, цифрове телебачення, мобільні телефони, POS-термінали, торговельні автомати. Користувачі послуг повинні мати електронне посвідчення особи (ID), яке зберігається на чипі смарткарти, на SIM-картці мобільного телефону або на інших носіях.
- Бельгія: Proton — дозволяє проводити платежі на суму менше ніж 15€ в місцевих роздрібних магазинах, торгових автоматах, на автостоянках, у квиткових автоматах, таксофонах і в громадському транспорті.
- Швеція: CashCard — створена на основі бельгійської Proton.
- Швейцарія: CASH — створена на основі бельгійської Proton.
- Німеччина: Geldkarte — дозволяє завантажити на неї до 200 євро з рахунку власника картки з банку або в обмін на готівку клієнтів без використання рахунку. Карта працює повсюдно на території всіх земель і дозволяє оплачувати більшість товарів і послуг: паркування, транспорт, штрафи, продукти й так далі.
- Люксембург: miniCash — створена на основі німецької Geldkarte.
- Франція: Moneo — створена на основі німецької Geldkarte.
- Велика Британія: Citizencard — дозволяє проводити платежі на базі Visa, дозволяє батькам заблокувати деякі платежі своїх дітей в барах, прокат автомобілів або сайтах азартних ігор тощо Для повнолітніх володарів карта відкриває ряд зручних можливостей: з нею можна літати домашніми авіалініями й отримувати спеціальні пропозиції та знижки.
- Іспанія: Monedero 4B, VISA Cash, Euro 6000, — та Італія: Minipay, Kalibra, Carta Chiara — покривають всю територію країни (сумарно понад 700 тис. магазинів, емітуються понад 100 банками) і де-факто витіснили банкноти та монети зі сфери платежів на невеликі суми — в торгових автоматах, кафе, кіосках, таксі, кінотеатрах, лотереях, автостоянках
- Естонія: ID-карта — об'єднує паспорт, страхове свідоцтво та проїзний квиток на транспорті.
- Китай в Гонконг: Octopus — дозволяє оплачувати проїзд в громадському транспорті, купувати товари в супермаркетах і невеликих магазинах, торгових автоматах, а також розраховуватися в кафе. При оплаті необхідно просто прикласти карту Octopus до автоматичного зчитувального пристрою (при цьому її можна навіть не діставати з гаманця), і потрібна сума буде знята. У Шанхай і декількох містах: існують локальні рішення — дозволяють здійснювати платежі в ресторанних мережах, оплачувати проїзд в громадському транспорті та по платних дорогах, оренду автомобілів, послуг турагентств, автостоянок, на автозаправних станціях і в супермаркетах, а також для оплати комунальних послуг.
- Україна: NFC-гаманець від Приватбанку, «Ощад Pay» (Ощадбанк).